# Победници европских првенстава у атлетици у дворани — 4x400 метара штафета
Освајачи медаља на европским првенствима у атлетици у дворани у дисциплини трчања штафета 4х400 метара, која је у програму од 30. Европског првенства у дворани одржаном 2000. у Генту, приказани су у последњој табели. Постигнути резултати су приказни у минутима.
Пре него што је трка штафета 4х400 метара званично уведена у програм Европских првенстава у дворани атлетичари су се такмичили у следећим штафетним тркама:
- 4 х два круга, од ЕП 1966 до ЕП 1975
- 4 х 4 круга, од ЕП 1971 до ЕП 1973
- 1+ 2 + 3 + 4 круга, од ЕП 1966 до ЕП 1970
- 3 х 1.000 метара, од ЕП 1971 до ЕП 1973

На првим Европским првенствима у дворани (тада званим: Европске игре у дворани) није била утврђена стандардна дужина круга. Штафете су трчале договорени број кругова, па се тако рекорди Европских првенстава и биланс медаља не воде због нестандардизованих дужина кругова.

## Освајачи медаља у штафети 4 х два круга
| ЕП                                    |                 | Резултат |                 | Резултат |                 | Резултат |
| Дортмунд 1966 (4 Х 320 метара)        | Западна Немачка | 2:30,1   | Чехословачка    | 2:31,0   |                 |          |
| Праг 1967 (4 Х 300 метара)            | Совјетски Савез | 2:18,0   | Пољска          | 2:20,2   | Чехословачка    | 2:20,5   |
| Мадрид 1968 (4 Х 364 метара)          | Пољска          | 2:48,9   | Западна Немачка | 2:49,7   | Совјетски Савез | 2:51,1   |
| Београд 1969 (4 Х 390 метара)         | Пољска          | 3:01,9   | Совјетски Савез | 3:01,9   | Западна Немачка | 3:04,5   |
| Беч 1970 (4 Х 400 метара) детаљи      | Совјетски Савез | 3:05,9   | Пољска          | 3:07,5   | Западна Немачка | 3:10,7   |
| Софија 1971 (4 Х 400 метара) детаљи   | Пољска          | 3:11,1   | Совјетски Савез | 3:11,9   | Бугарска        | 3:15,6   |
| Гренобл 1972 (4 Х 360 метара) детаљи  | Пољска ·        | 2:46,4   | Западна Немачка | 2:46,9   | Француска       | 2:50,2   |
| Ротердам 1973 (4 Х 340 метара) детаљи | Француска       | 2:46,00  | Западна Немачка | 2:46,42  |                 |          |
| Гетеборг 1974 (4 Х 392 метра) детаљи  | Шведска         | 3:04.55  | Француска       | 3:05,46  |                 |          |
| Катовице 1975 (4 Х 320 метара)        | Западна Немачка | 2:29,9   | Пољска          | 2:31,4   | Бугарска        | 2:32,2   |

## Освајачи медаља у штафети 4 х 4 круга
| ЕП                                   |                 | Резултат |                 | Резултат |                 | Резултат |
| Софија 1971 (4 Х 800 метара) детаљи  | Совјетски Савез | 7:17,8   | Пољска          | 7:19,2   | Западна Немачка | 7:25,0   |
| Гренобл 1972 (4 Х 720 метара) детаљи | Западна Немачка | 6:26,4   | Совјетски Савез | 6:27,0   | Пољска          | 6:27,6   |
| Ротердам 1973 (4 Х 680 метара)детаљи | Западна Немачка | 6:21,58  | Чехословачка    | 6:21,60  | Пољска          | 6:26,95  |

## Освајачи медаља у штафети 1 + 2 + 3 + 4 круга
| ЕП                                               |                 | Резултат |                 | Резултат |                 | Резултат |
| Дортмунд 1966 (160 + 320 + 480 + 640 метара)     | Западна Немачка | 3:22,0   | Италија         | 3:22,2   | Белгија         | 3:27,2   |
| Праг 1967 (150 + 300 + 450 + 600 метара)         | Западна Немачка | 3:06,6   | Совјетски Савез | 3:06,9   | Чехословачка    | 3:08,8   |
| Мадрид 1968 (182 + 364 + 546 + 728 метара)       | Совјетски Савез | 3:52,2   | Пољска          | 3:54,6   | Шпанија         | 4:02,8   |
| Београд 1969 (195 + 390 + 585 + 780 метара)      | Пољска          | 4:16,4   | [ 1 ]           |          |                 |          |
| Беч 1970 (400 + 600 + 800 + 1.000 метара) детаљи | Совјетски Савез | 6:18,0   | Пољска          | 6:18,8   | Западна Немачка | 6:19,6   |

## Освајачи медаља у штафети 3 х 1.000  метара
| ЕП           |                 | Резултат |              | Резултат |                 | Резултат |
| Праг 1967    | Западна Немачка | 7:19,6   | Чехословачка | 7:20,0   | Совјетски Савез | 7:20,6   |
| Мадрид 1968  | Совјетски Савез | 7:13,6   | Шпанија      | 7:23,6   | Чехословачка    | 7:40,2   |
| Београд 1969 | Западна Немачка | 7:08,0   | Чехословачка | 7:23,1   | Југославија     | 7:42,8   |

## Освајачи медаља на европским првенствима у дворани 4 х 400 метара
Од 2000. године уведена је штафета 4 х 400 метара у званични део такмичарског програма. Четири атлетичара из сваке репрезентације трче сваки по два круга од по 200 метара. С обзиром да се од 2000. године трчи на стандардизованим и сертификованим стазама на Европским првенствима у дворани, званична статистика бележи рекорде европских првенстава и биланс медаља. Рекорд европских првенстава у дворани држи штафета Белгије у саставу Жилијен Ватрен, Дилан Борле, Жонатан Борле и Кевин Борле. Они су на Европском првенству у дворани у Прагу 2015. истрчали 3:02.87 (три минута, две секунде, 87 стотинки). Белгија је и најуспешнија штафета у историји Европских првенстава у дворани са 3 освојене златне медаље, једном сребрном и две бронзане.
| ЕП                   |                      | Резултат        |                      | Резултат |                      | Резултат |
| Гент 2000            | Чешка                | 3:06,10 РЕП     | Немачка              | 3:06,64  | Мађарска             | 3:09,35  |
| Беч 2002             | Пољска               | 3:05,50 РЕП     | Француска            | 3:06,42  | Шпанија              | 3:06,60  |
| Мадрид 2005          | Француска            | 3:07,90         | Уједињено Краљевство | 3:09,53  | Русија               | 3:09,63  |
| Бирмингем 2007       | Уједињено Краљевство | 3:07,04         | Русија               | 3:08,10  | Пољска               | 3:08,14  |
| Торино 2009 детаљи   | Италија              | 3:06,68         | Уједињено Краљевство | 3:07,04  | Пољска               | 3:07,04  |
| Париз 2011 детаљи    | Француска            | 3:06,17         | Уједињено Краљевство | 3:06,46  | Белгија              | 3:06,57  |
| Гетеборг 2013 детаљи | Уједињено Краљевство | 3:05,78         | Русија               | 3:06,96  | Чешка                | 3:07,64  |
| Праг 2015 детаљи     | Белгија              | 3:02,87 ЕР, РЕП | Пољска               | 3:02,97  | Чешка                | 3:04,09  |
| Београд 2017 детаљи  | Пољска               | 3:06,99         | Белгија              | 3:07,80  | Чешка                | 3:08,60  |
| Глазгов 2019 детаљи  | Белгија              | 3:06,27         | Шпанија              | 3:06,32  | Француска            | 3:07,71  |
| Торуњ 2021 детаљи    | Холандија            | 3:06,06         | Чешка                | 3:06,54  | Уједињено Краљевство | 3:06,70  |
| Истанбул 2023 детаљи | Белгија              | 3:05,83         | Француска            | 3:06,52  | Холандија            | 3:06,59  |
| Апелдорн 2025 детаљи | Холандија            | 3:04,95         | Шпанија              | 3:05,18  | Белгија              | 3:05,18  |
| Валенсија 2027       |                      |                 |                      |          |                      |          |

## Биланс медаља у штафети 4 х 400 метара
Стање после ЕП 2025.
| Ранг | Држава               |    |    |    |    |
| ---- | -------------------- | -- | -- | -- | -- |
| 1.   | Белгија              | 3  | 1  | 2  | 6  |
| 2.   | Уједињено Краљевство | 2  | 3  | 1  | 6  |
| 3.   | Француска            | 2  | 2  | 1  | 5  |
| 4.   | Пољска               | 2  | 1  | 2  | 5  |
| 5.   | Холандија            | 2  | 0  | 1  | 3  |
| 6.   | Чешка                | 1  | 1  | 3  | 5  |
| 7.   | Италија              | 1  | 0  | 0  | 1  |
| 8.   | Русија               | 0  | 2  | 1  | 3  |
| 8.   | Шпанија              | 0  | 2  | 1  | 3  |
| 10.  | Немачка              | 0  | 1  | 0  | 1  |
| 11.  | Мађарска             | 0  | 0  | 1  | 1  |
|      | Укупно (11)          | 13 | 13 | 13 | 39 |